# Baussat
Baussat (en francès Beaussac) és un municipi francès situat al departament de la Dordonya i a la regió de la Nova Aquitània.

## Demografia
| 1962                                       | 1968 | 1975 | 1982 | 1990 | 1999 | 2007 |
| ------------------------------------------ | ---- | ---- | ---- | ---- | ---- | ---- |
| 281                                        | 254  | 244  | 203  | 212  | 187  | 189  |
| Des de 1962: població sense dobles comptes |      |      |      |      |      |      |

## Administració
| Període   | Identitat           | Partit        |
| --------- | ------------------- | ------------- |
| 1971-2008 | Jean-Marc Bréjassou |               |
| 2008-     | Éric Charron        | Divers gauche |